# Pletnove, Lebedîn
Pletnove (în ucraineană Плетньове) este un sat în comuna Kurhan din raionul Lebedîn, regiunea Sumî, Ucraina.

## Demografie
Componența lingvistică a localității Pletnove
     Ucraineană (88,89%)
     Rusă (11,11%)
Conform recensământului din 2001, majoritatea populației localității Pletnove era vorbitoare de ucraineană (88,89%), existând în minoritate și vorbitori de rusă (11,11%).